# Candeinidae
Candeininae es una subfamilia de foraminíferos planctónicos de la familia Candeinidae, de la superfamilia Globorotalioidea, del suborden Globigerinina y del orden Globigerinida. Su rango cronoestratigráfico abarca desde el Messiniense (Mioceno superior) hasta la Actualidad.

## Clasificación
Candeinidae incluye a los siguientes géneros:
- Subfamilia Candeininae
  - Candeina
- Subfamilia Tenuitellinae
  - Praetenuitella
  - Tenuitella
  - Tenuitellita
- Subfamilia Globigerinitinae
  - Antarcticella
  - Globigerinita
  - Tenuitellinata
  - Tinophodella

Otros géneros considerados en Candeinidae son:
- Mutabella de la subfamilia Globigerinitinae
- Parkerina de la subfamilia Globigerinitinae, considerado subgénero de Tinophodella, Tinophodella (Parkerina)

Otros géneros de Globigerinitinae no asignados a ninguna subfamilia son:
- Canderotalia